# Servicio Sanitario Nacional (Italia)
El Servicio Sanitario Nacional (SSN) (en italiano: Servizio Sanitario Nazionale) es el nombre del sistema de salud estatal en Italia. Garantiza el derecho a la asistencia sanitaria previsto en el artículo 32 de la Constitución italiana.

## Organización
A pesar de su designación de Servicio Sanitario Nacional, la responsabilidad de la atención médica recae principalmente en las regiones italianas, cuyos servicios regionales de salud, junto con las agencias gubernamentales, forman el SSN. La planificación básica del SSN y otras tareas de coordinación son llevadas a cabo por el Ministerio de Salud en Roma.
Los servicios de salud regionales generalmente se organizan en compañías de salud regionales o locales (en italiano, Azienda Sanitaria). Las instalaciones sanitarias privadas pueden acreditarse con el SSN y, por lo tanto, formar parte del sistema. Los servicios dentales deben ser asumidos por los propios ciudadanos y no forman parte del sistema.
La naturaleza regional del SSN significa que la calidad de los servicios varía mucho de una región a otra. Existe una marcada división norte-sur, que provoca un fuerte "turismo sanitario", especialmente hacia Véneto , Lombardía y Emilia-Romaña.
A pesar de las diferencias regionales, el sistema de salud de Italia ocupó el segundo lugar en el ranking mundial de la Organización Mundial de la Salud en el año 2000. En 2014, el SSN ocupó el tercer lugar en una clasificación mundial basada en datos del Banco Mundial, el FMI y la OMS. Italia gasta casi el 10 por ciento de su PIB en atención médica, que es el promedio de la OCDE. El SSN se financia principalmente a través de fondos fiscales. Además, hay ingresos propios de las compañías de atención médica y pagos adicionales de los pacientes.

## Historia
Hasta el establecimiento del SSN en 1980, el sistema de salud italiano se basaba en un seguro de salud privado y un seguro de salud público, de los cuales el Istituto Nazionale per l'Assicurazione contro le Malattie (INAM) era el más importante. El sistema se consideraba desequilibrado e incompleto porque se basaba en las relaciones laborales y el coseguro de los miembros de la familia y el seguro cubría beneficios muy diferentes.
Hasta 1968, los hospitales eran administrados principalmente por organizaciones benéficas. Los hospitales se transformaron en organismos públicos y se incluyeron en la planificación sanitaria nacional y regional.

## Organización

### Estructura
El Servicio Nacional de Salud no tiene una administración única, sino que es un conjunto de entidades y organismos que contribuyen al interés común de los objetivos de proteger la salud de los ciudadanos. De hecho, están formados por:
- El Ministerio de Salud , que coordina el plan nacional de salud, sin perjuicio de las competencias constitucionalmente garantizadas de las Regiones;

y una serie de organismos y organismos a nivel nacional, tales como:
- El Consejo Superior de Salud (CSS)
- El Instituto Superior de Salud (ISS)
- Instituto Superior de Prevención y Seguridad en el Trabajo (ISPESL) incorporado en 2013 por INAIL
- La Agencia Nacional de Servicios Regionales de Salud (Age.na.s.)
- Instituciones científicas de hospitalización y tratamiento (IRCCS)
- Institutos experimentales zooprofilácticos
- La Agencia Italiana de Medicamentos (AIFA)
- Instituto Nacional para la promoción de la salud de las poblaciones migrantes y para la lucha contra las enfermedades de la pobreza (INMP)

### Servicios regionales de salud
- Servicio de salud del Véneto
- Servicio de salud de Friuli Venezia Giulia
- Servicio de salud de la Toscana
- Sistema social y sanitario de Lombardia
- Servicio de salud de Emilia-Romagna
- Servicio de salud de Lazio
- Servicio de salud de Calabria
- Servicio de salud de Sicilia
- Servicio de salud de Campania
- Servicio de salud de Cerdeña